# Nyarlathotep

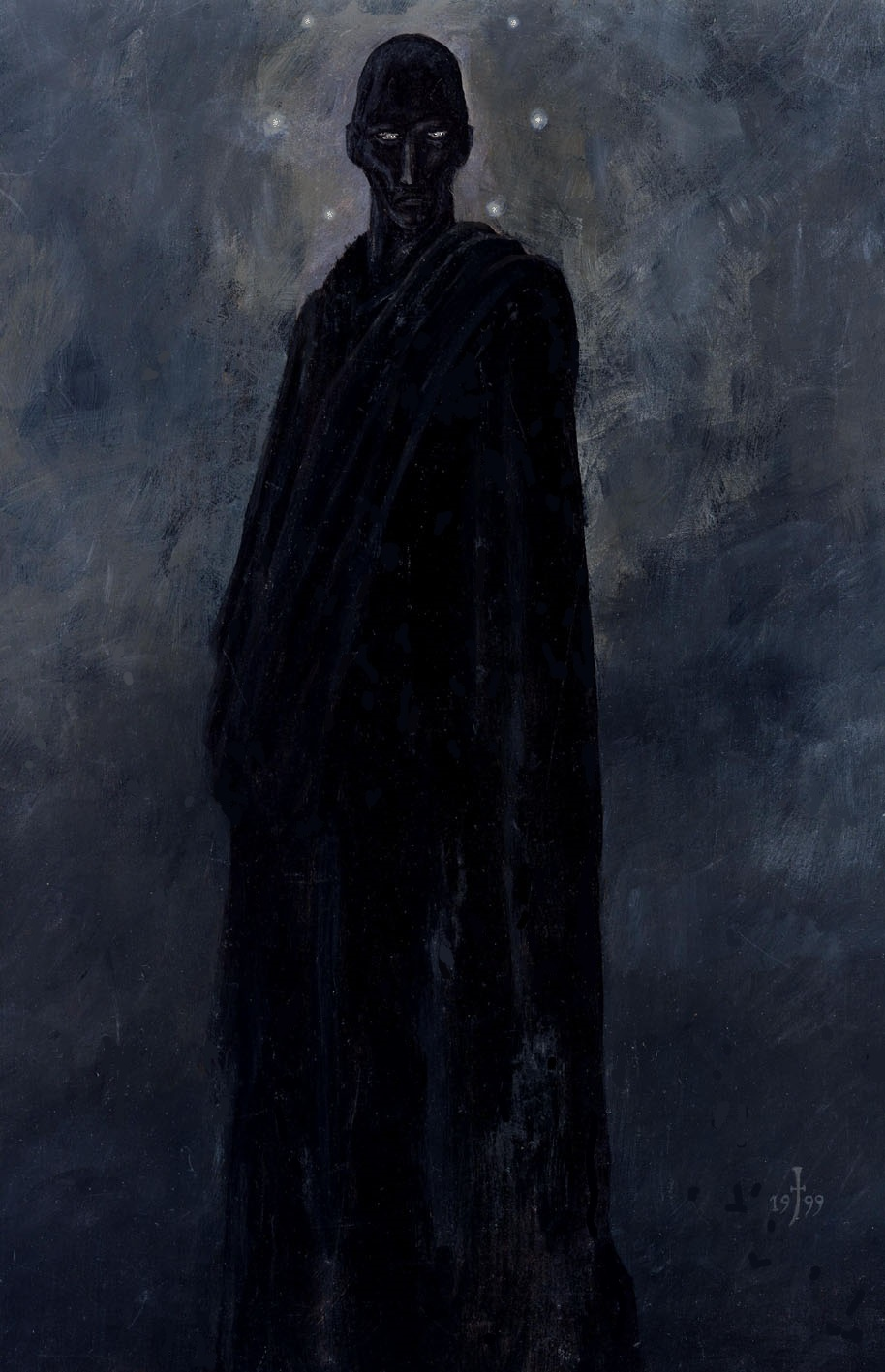
Nyarlathotep in I sogni nella casa stregata, illustrazione di Jens Heimdahl

Nyarlathotep (Il Caos Strisciante, in inglese The Crawling Chaos) è un'entità immaginaria appartenente al Ciclo di Cthulhu. Scaturito dalla fantasia dello scrittore Howard Phillips Lovecraft, Nyarlathotep è uno degli Dei Esterni e appare nei lavori dello stesso Lovecraft e di August Derleth, tra gli altri.

## Nyarlathotep nei Miti
(H. P. Lovecraft, Nyarlathotep)

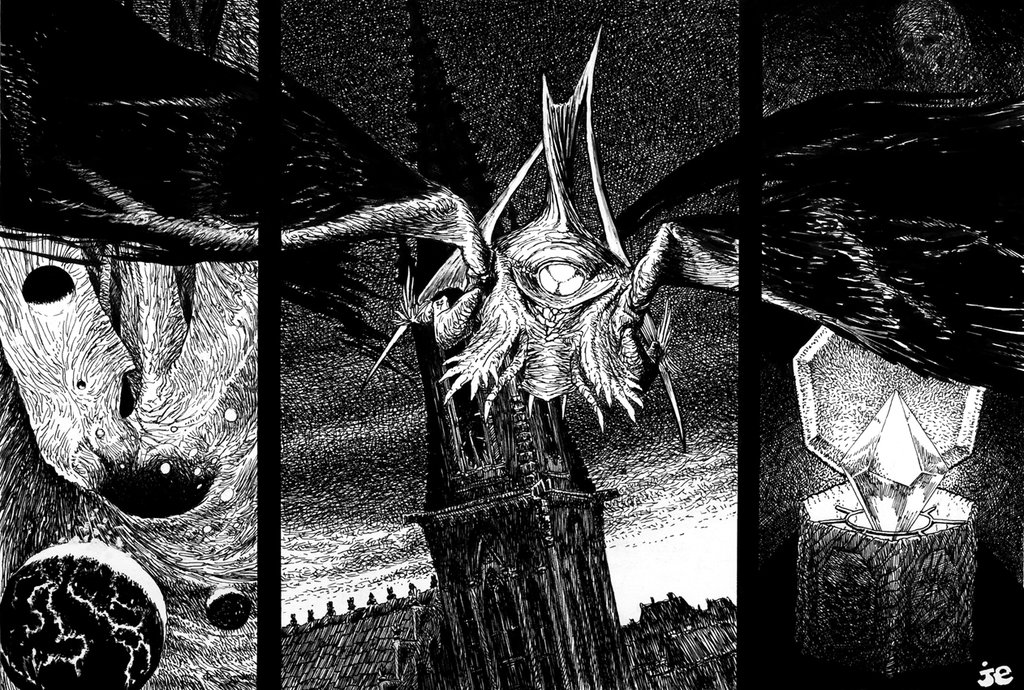
L'avatar di Nyarlathotep in L'abitatore del buio,
illustrazione di Ernő Juhász

Nyarlathotep è molto diverso dagli altri dèi. La maggior parte di essi è, nel migliore dei casi, indifferente nei confronti della vita organica del nostro universo. Nyarlathotep, invece, è attivo e visita frequentemente la Terra (e, presumibilmente, anche gli altri miliardi di pianeti in cui è presente vita) sotto le spoglie di un uomo alto e magro. Quasi tutti gli dei di questo pantheon hanno dei fedeli seguaci che li servono, mentre Nyarlathotep sembra servire e prendersi cura delle altre divinità. Inoltre, molti dei parlano strani linguaggi alieni, mentre Nyarlathotep può parlare qualsiasi lingua. Infine, la maggior parte di loro sembra essere tanto potente quanto senza scopo, mentre Nyarlathotep agisce secondo un piano ben congegnato e di grande portata, ossia portare alla follia l'intera Umanità.
Nyarlathotep agisce secondo il volere degli Dei Esterni, ed è il loro messaggero, cuore ed anima; è inoltre un servitore di Azathoth, di cui esaudisce immediatamente qualsivoglia desiderio. A differenza degli altri dei, per Nyarlathotep è più importante e piacevole causare pazzia, morte e distruzione che ogni altra cosa.
Secondo il Necronomicon, Nyarlathotep avrà un ruolo importante alla fine dei tempi. È scritto che lui permetterà a Nyogtha di ripulire la Terra in attesa del ritorno dei Grandi Antichi, anche se non spiega come Nyarlathotep riuscirà in questo. Non è menzionato nemmeno quando questo accadrà, anche se presumibilmente sarà dopo la caduta di Zothique, circa cinquemila anni nel futuro. Sembra che ai tempi dell'antico Egitto un avatar di Nyarlathotep, o un sacerdote con cui egli stipulò un oscuro patto, fosse diventato faraone con il nome di Nephren-Ka, anche conosciuto come Faraone Nero. Un'altra forma del dio ai tempi dell'impero egizio era "La Bestia", una specie di sfinge che seminava distruzione e morte. Tale forma era venerata anche dalla "Fratellanza della Bestia".

## Nyarlathotep in Lovecraft

### Ispirazione
In una lettera del 1921 indirizzata a Reinhardt Kleiner, Lovecraft racconta di un suo incubo descrivendolo come "il più realistico e orribile che io abbia fatto dall'età di dieci anni"; quel terribile sogno servì come base per la stesura del racconto intitolato Nyarlathotep.
Nell'incubo, Lovecraft riceve una lettera dall'amico Samuel Loveman che gli suggerisce di andare a vedere lo spettacolo itinerante del mago Nyarlathotep, qualora capitasse dalle parti di Providence. Le esibizioni del mago Nyarlathotep consistono in straordinari esperimenti con apparecchiature elettriche, e non appena Lovecraft ha finito di leggere la lettera, ricorda che il mago è da poco giunto in città e non riesce a resistere alla tentazione di andare ad assistere a un suo spettacolo. Will Murray suggerisce che questa immagine onirica di Nyarlathotep potrebbe essere stata ispirata dall'inventore Nikola Tesla, il quale durante le sue conferenze effettuava frequenti esperimenti con apparecchiature elettriche.
Robert M. Price pensa che il nome "Nyarlathotep" potrebbe derivare dalle opere di Lord Dunsany, un autore molto amato da Lovecraft: secondo Price deriverebbe da Alhireth-Hotep, un falso profeta del racconto The Gods of Pegana, e Mynarthitep, una divinità maligna descritta in The Sorrow of Search.

### Nelle opere
Nyarlathotep appare per la prima volta nell'omonimo racconto di Lovecraft, scritto nel 1920. In questa storia, il dio viene descritto come "un uomo alto dalla carnagione scura", che ricorda un faraone dell'antico Egitto. Sotto queste sembianze, Nyarlathotep vaga sulla Terra per raccogliere legioni di seguaci che attira e affascina mostrando loro dei meravigliosi strumenti dall'apparenza magica. I suoi seguaci finiscono col perdere pian piano il contatto con il mondo che li circonda, e come sottolinea il narratore del racconto, cominciano a percepire l'imminente collasso della realtà a loro nota. La storia si conclude con il narratore trasformato ormai in un servitore del potente Nyarlathotep. 
In seguito, Nyarlathotep compare come personaggio principale nel romanzo La ricerca onirica dello sconosciuto Kadath (1926/27), in cui si manifesta nuovamente sotto le mentite spoglie del faraone egizio. Ne I sogni nella casa stregata (1933), Nyarlathotep si manifesta davanti a Walter Gilman e alla strega Keziah Mason sotto forma di un uomo dalla pelle nera, una specie di avatar del demonio.
Infine, in L'abitatore del buio (1936), il mostro con tentacoli e ali di pipistrello che dimora nel campanile della chiesa appartenente alla setta della "Saggezza Stellare" è identificato come una manifestazione di Nyarlathotep.
Nyarlathotep appare quindi in quattro racconti di Lovecraft, nonché in un sonetto scritto dallo stesso autore nel 1929/30. Si tratta del Dio Esterno che compare più volte nei lavori dello scrittore di Providence; inoltre il suo nome viene citato frequentemente anche in altri racconti in cui non è il personaggio principale. Per esempio, in Colui che sussurrava nelle tenebre, il nome di Nyarlathotep viene frequentemente citato durante riti in suo onore organizzati dai funghi di Yuggoth.

### Nelle lettere
Scherzosamente Lovecraft affermò di essere un lontano discendente di Nyarlathotep, tracciando un immaginario albero genealogico per lui e Clark Ashton Smith in una lettera a James F. Morton del 27 aprile 1933.

## Rappresentazioni successive a Lovecraft

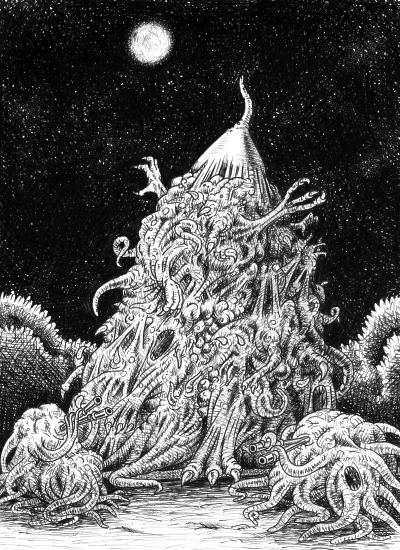
Nyarlathotep in The Dweller in darkness (1944), racconto di August Derleth.

L'altra forma con cui Nyarlathotep è conosciuto al grande pubblico – un gigante artigliato con un osceno tentacolo vermiglio al posto del volto – non è direttamente opera della fantasia lovecraftiana. Questa descrizione del Dio si trova nel racconto The Dwellers in Darkness di August Derleth (1944) e, attraverso il gioco di ruolo Il Richiamo di Cthulhu è divenuta iconograficamente famosa. Si noti che la descrizione di esseri dotati di "un volto che era un nudo cono, terminante con un tentacolo rosso sangue" è in una lettera del 1927 a Donald Wandrei, dalla quale il destinatario trasse il racconto The Thing in the Moonlight (1941).

## Il Ciclo di Nyarlathotep
Nel 1996 la casa editrice Chaosium ha pubblicato Il Ciclo di Nyarlathotep, un'antologia relativa ai Miti di Cthulhu focalizzata su parte di quelle opere in cui viene citato il dio. Curato da uno studioso di Lovecraft, Robert M. Price, il testo include un'introduzione di Price che delinea una breve presentazione di Nyarlathotep. Altri contenuti dell'antologia sono:
- Alhireth-Hotep the Prophet di Lord Dunsany
- The Sorrow of Search di Lord Dunsany
- Nyarlathotep di H. P. Lovecraft
- La seconda venuta (poesia) di William Butler Yeats
- Silence Falls on Mecca's Walls (poesia) di Robert E. Howard
- Nyarlathotep (poesia) di H. P. Lovecraft
- I sogni nella casa stregata di H. P. Lovecraft
- L'abitatore del buio di H. P. Lovecraft
- The Dweller in Darkness di August Derleth
- The Titan in the Crypt di J. G. Warner
- Fane of the Black Pharaoh di Robert Bloch
- Curse of the Black Pharaoh di Lin Carter
- The Curse of Nephren-Ka di John Cockroft
- The Temple of Nephren-Ka di Philip J. Rahman e Glenn A. Rahman
- The Papyrus of Nephren-Ka di Robert C. Culp
- The Snout in the Alcove di Gary Myers
- The Contemplative Sphinx (poesia) di Richard Tierney
- Ech-Pi-El's Ægypt (poesia) di Ann K. Schwader

## Altre apparizioni

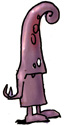
Nyarly, caricatura di Nyarlathotep dalla striscia a fumetti Unspeakable Vault (of Doom). È rappresentato secondo l'iconografia derlethiana, con la testa a forma di tentacolo.

Nyarlathotep appare numerose volte nei videogiochi RPG della serie Shin Megami Tensei e della sua serie derivata Persona. Nei primi due capitoli di quest'ultima egli svolge il ruolo di antagonista principale che vuole la distruzione dell'Umanità intera. Nel primo capitolo del secondo episodio, Innocent sin, egli si presenta ai giocatori con le fattezze del padre di uno dei protagonisti e provoca tramite le leggende urbane, la resurrezione di Hitler e la morte di Maya Amano, la quale provoca la fine del mondo. Philemon, allora propone che i personaggi principali restanti sacrifichino la memoria della loro precedente amicizia in cambio dell'inversione del tempo facendo così che il disastro non accada. Ma Tatsuya Suou, il protagonista, si rifiuta di farlo, e ciò dà origine agli eventi del secondo capitolo di Persona 2: Eternal Punishment, dove Nyalathotep viene definitivamente sconfitto. Inoltre, sotto le vesti di una graziosa ragazza, è il protagonista dell'anime Haiyore! Nyaruko-san, in onda da aprile 2012 su diverse emittenti giapponesi. Appare inoltre con le sembianze di ragazzina, per essere poi rappresentato come nei racconti di Lovecraft, nel gioco di carte collezionabili Force of Will.
Nel 2020 esce il film The Empty Man, diretto da David Prior. Il film parla di un poliziotto che comincia a indagare sulle sparizioni di alcuni ragazzi, venendo così a conoscenza di una setta che venera una misteriosa entità malevola e ultraterrena chiamata “L'Uomo Vuoto”. Alcuni spettatori e fan dei miti di Cthulhu hanno teorizzato che l'entità del film potrebbe trattarsi di Nyarlathotep viste le somiglianze tra i due, in particolare anche per una scena dove l'entità si rivela assumendo una forma con una testa a tentacolo analoga a quella della divinità lovecraftiana.